# エスタディオ・デ・ベイスボル・モンテレイ
エスタディオ・デ・ベイスボル・モンテレイ（西：Estadio de béisbol Monterrey）は、メキシコのヌエボ・レオン州モンテレイにあるスタジアム。1990年にオープンして以来、主に野球に使用されており、リーガ・メヒカーナ・デ・ベイスボル所属のチームモンテレイ・サルタンズの本拠地である。
1996年8月16日〜18日にメキシコで初開催されたMLB公式戦（サンディエゴ・パドレス－ニューヨーク・メッツ）、1999年4月4日にアメリカ合衆国及びカナダ以外の国で初めての開催となったMLB開幕戦（サンディエゴ・パドレス－コロラド・ロッキーズ）の開催地となった。また、コンサートや宗教イベントなどにも使用される。